# قضية زنانزا
قضية زنانزا أو قضية دهامونزو كانت قضية سياسية بين القدماء المصريين و‌الحيثيين في نهاية عهد الأسرة المصرية الثامنة عشر في حقبة العمارنة (نحو 1330 ق.م). هي من أبرز الأحداث وأكثرها إثارة للجدل في تاريخ الشرق الأوسط القديم.